# Francesc Fontbona
Francesc Fontbona de Vallescar (Barcelona, 20 de julio de 1948) es un historiador del arte español especializado en la época contemporánea.

## Biografía
Doctor en Historia Moderna por la Universidad de Barcelona (1988 con la tesis: La XIlografia a Catalunya entre 1800-1923), donde se licenció en el año 1970. Desde muy joven fue colaborador del Instituto Amatller de Arte Hispánico, donde acabó siendo miembro del Patronato. Redactor de la sección de arte de la Gran Enciclopedia Catalana entre 1968 y 1971, a partir de  1971 y hasta 1978 se encargó de su coordinación. Fue profesor ayudante de historia del arte en la Universidad de Barcelona (1971-1974). Conservador del departamento de grabados y mapas de la Biblioteca de Cataluña desde 1978, a partir de 1995 y hasta su jubilación fue director de la Unidad Gráfica de dicha institución. Miembro de la Junta de Calificación, Valoración y Exportación de Bienes del Patrimonio Histórico Español (1990-2002), y presidente de la Junta de Qualificació, Valoració i Exportació de Béns del Patrimoni Cultural de Catalunya (2003-2014), es académico de la Real Academia Catalana de Bellas Artes de San Jorge de Barcelona (1987), miembro del Instituto de Estudios Catalanes (1992) y socio honorífico de The Hispanic Society of America de Nueva York (1993).
Dedicado al estudio del arte del siglo XIX y principios del XX, ha escrito numerosos libros del tema. Ha dirigido obras como El Modernismo, de Ediciones L'Isard (Barcelona 2002-2004), y dos repertorios de catálogos de exposiciones de arte catalán (IEC, Barcelona 1999 y 2002).
Entre los galardones que ha recibido hay el Premi Crítica Serra d'Or y los premios de la Associació Catalana de Crítics d'Art, a la mejor publicación del 1999 y del 2002.

## Obras
- La crisi del Modernisme artístic Barcelona: Curial, 1975
- El paisatgisme a Catalunya Barcelona: Ediciones Destino, 1979
- Con Francesc Miralles Anglada-Camarasa Barcelona: Polígrafa, 1981
- Del Neoclassicisme a la Restauració (1808-1888), vol. VI de la Història de l'Art Català Barcelona: Edicions 62, 1983
- Con F. Miralles Del Modernisme al Noucentisme, vol. VII de la Història de l'Art Català Barcelona: Edicions 62, 1985
- El grabado en España, volum 31 de la Summa Artis: Historia general del arte Madrid: Espasa Calpe, 1988
- La xilografía a Catalunya entre 1800 i 1923 Barcelona: Biblioteca de Cataluña, 1992
- Jaume Pla. Pintures i gravats. Barcelona: Generalitat de Catalunya, 1994
- L'Ottocento: dal neoclassicismo al realismo, dins La pittura spagnola, a cura de Alfonso E. Pérez Sánchez. Milán: Electa 1995
- Con Victoria Durá Catàleg del Museu de la Reial Acadèmia Catalana de Belles Arts de Sant Jordi (I-Pintura) Barcelona: Real Academia Catalana de Bellas Artes de San Jorge, 1999)
- Josep Mompou. Biografia i catàleg de la seva obra (pintura, gravat i tapís). Barcelona: Editorial Mediterrània, 2000
- Gaudí al detall. El geni del Modernisme català. Barcelona: Pòrtic, 2002)
- Carles Mani, escultor maleït. Barcelona-Tarragona: Viena-Museu d'Art Modern de Tarragona, 2004
- Francesc Torras Armengol 1832-1878. Barcelona: Caixa de Terrassa/Lunwerg, 2005
- Manolo Hugué. Segovia: Museo de Arte Contemporáneo Esteban Vicente, 2006
- Con F.Miralles. Anglada-Camarasa. Dibujos. Catálogo razonado Barcelona: Editorial Mediterrània, 2006